# Miss Roraima 2015
Miss Roraima 2014 foi a 46ª edição do tradicional concurso de beleza feminino de Miss Roraima. Esta edição elegeu a melhor roraimense para a disputa de Miss Brasil 2015, válido para o Miss Universo. Realizado no espaço do restaurante Ville Roy Grill, a competição contou com a participação de seis (6) candidatas, todas residentes da capital do Estado. Marina Pasqualotto, Miss Roraima 2014, ajudou a coroar sua sucessora, a dentista Melina Gomes.

## Resultados

### Colocações
| Posição   | Município e Candidata          |
| Vencedora | - Boa Vista - Melina Gomes     |
| 2º. Lugar | - Boa Vista - Tháilla Jasminie |
| 3º. Lugar | - Boa Vista - Susan Ramires    |

### Prêmio Especial
O concurso distribuiu o seguinte prêmio especial à candidata:
| Prêmio        | Município e Candidata     |
| Miss Simpatia | - Boa Vista - Kaíne Diniz |

## Juradas

### Final & Preliminar
1. Tereza Azêdo, Miss Amazonas 2013;
2. Karoline Rodrigues, Miss Roraima 2012;
3. Nel Anne Rodrigues, coordenadora do Miss Roraima.
4. Jô Rodrigues, ex-coordenadora do Miss Roraima;

## Candidatas
Disputaram o título este ano:
- Boa Vista - Bruna Tamires [nota 1]
- Boa Vista - Claudyanne Minotto
- Boa Vista - Kaíne Diniz
- Boa Vista - Melina Gomes
- Boa Vista - Susan Ramires [nota 2]
- Boa Vista - Tháilla Jasminie

## Crossovers
Candidatas em outras disputas:

### Outros
Garota Atrevida
- 2015: Boa Vista - Susan Ramires (2º. Lugar)
  - (Sem representação específica)

Musa do Peladão Lifajc
- 2015: Boa Vista - Kaíne Diniz (3º. Lugar) [5]
  - (Representando o clube Bom Senso)